# Peder Sjögren
Gösta Tage Filip Peder Sjögren, född 29 april 1905 i Braås, Sjösås socken, Kronobergs län, död för egen hand 28 april 1966 i Stockholm, var en svensk journalist, författare och tecknare.

## Biografi
Peder Sjögren lärde i sin ungdom känna Dick Beer och beslöt att själv bli målare, men han upptäckte snart att det inte var bildkonstnär han ville bli. Efter en tids läroverksstudier i Uppsala och Stockholm flyttade han 1922 till Rom, där han bland annat studerade konst, och efter några år flyttade han vidare till Paris. Konststudierna blev dock endast en episod i hans utveckling, och efterhand kom han mer och mer att arbeta som journalist samt med sitt författarskap.
Åren fram till andra världskrigets utbrott bodde han huvudsakligen utomlands, främst i Spanien, och återgav sina upplevelser i skisser och resebrev i Dagens Nyheter där han var medarbetare 1930–1943. Under åren 1929–1937 ägde han ägde en farm i Spanien, och när det spanska inbördeskriget bröt ut engagerade han sig som frivillig på regeringssidan. Efter att kriget upphört reste han omkring i Nordafrika, Baltikum, Polen och Balkanländerna, men när det finska vinterkriget bröt ut deltog han i den svenska frivilligkåren 1939–1940. Redan vid denna tidpunkt hade han gjort sig känd som författare med boken Bar Barbar från 1937 med upplevelser från spanska inbördeskriget, och han gestaltade senare i en psykologiskt analyserande prosaroman sina rese- och krigsupplevelser i boken Svarta palmkronor 1944. Svarta palmkronor utspelar sig i den spanska hamnstaden Valencia, och beskriver en samling kvarlämnade skandinaviska sjömän. Den har efter debuten utkommit i fem upplagor och även filmatiserats 1968.
Hans andra roman Kärlekens bröd utkom 1945, och filmatiserades 1953. Det är ett passionsdrama med finska vinterkriget som fond. Även den blev en kritikersuccé, sålde bra, och befäste Peder Sjögrens position som en av Sveriges mest populära författare bland dem som debuterade på 1940-talet. Hans nästa roman Jag vill gå ned till Thimnath (1947) nådde dock inte samma framgångar. Denna berättartekniskt mycket komplicerade roman kräver en uppmärksam och läsvan läsare. Kritikerna var positiva men läsarna svek, och den sålde betydligt sämre än Sjögrens två tidigare romaner. Detta visade sig vara en trend som höll i sig. Sjögrens författarskap blev mer och mer en angelägenhet för kritikerkåren, men bland läsarna föll han i glömska.
Hans efterföljande romaner är alla mörka berättelser som har formen av berättartekniska experiment. Han har sedan dess ansetts som en svår och udda författare som har varit svår att sätta in i gruppbildningar och traditioner, en särling som inte passar in.
Sjögrens romaner bygger mycket på självbiografiskt stoff. Hans upplevelser som frivillig i både spanska inbördeskriget och finska vinterkriget ligger till grund för flera av hans romaner. I hela hans författarskap kan en existentialistisk färgad grundsyn på livet anas, och romanerna innehåller ofta moraliska diskussioner i en cynisk och pessimistisk ton. I bok efter bok möter en djup misstro mot rationalister och moralister. Han beskriver hur den officiella kyrkan och samhällets institutioner har förvandlat moral till falsk moralism, och han hyllar oförnuftet, drömmen och fantasin. Döden är ett centralt tema i hans författarskap, och han skrev även korta radiopjäser som till exempel Möte i parken (1962).
Sjögren tilldelades en av statens konstnärsbelöningar 1965. I några av hans tidigare prosaböcker illustrerade han själv texterna med surrealistiska bildmontage eller teckningar i en stil som påminner om Börje Veslen. Sjögren är representerad vid Moderna museet med ett par teckningar.

### Familj
Peder Sjögren, som tidigare kallades Gösta Sjögren var son till godsägaren Carl Otto Sjögren och Anna Elin Charlotta Gleisner och gift första gången 1937–1945 med dansaren Vera Alexandrova Lokman och andra gången från 1954 med Lilian Fidler fram till hennes död 1966. Peder Sjögren tog sitt eget liv 1966, fem dagar efter hustrun Lilians död. Han är gravsatt i minneslunden på Skogskyrkogården i Stockholm.

### Samlade verk och urval
- Råttorna i Paris och andra berättelser / [i urval och med efterord av Peter Ejewall]. Uppsala: Janus. 1985. Libris 7753904. ISBN 9185986291

## Priser och utmärkelser
- 1948 – Tidningen Vi:s litteraturpris
- 1956 – Sixten Heymans pris
- 1964 – Svenska Dagbladets litteraturpris
- 1964 – De Nios Stora Pris